# Burg Gieselwerder
Die Burg Gieselwerder ist eine abgegangene Wasserburg an der Weser im Ortsteil Gieselwerder der Gemeinde Wesertal im Landkreis Kassel in Hessen.

## Geschichte

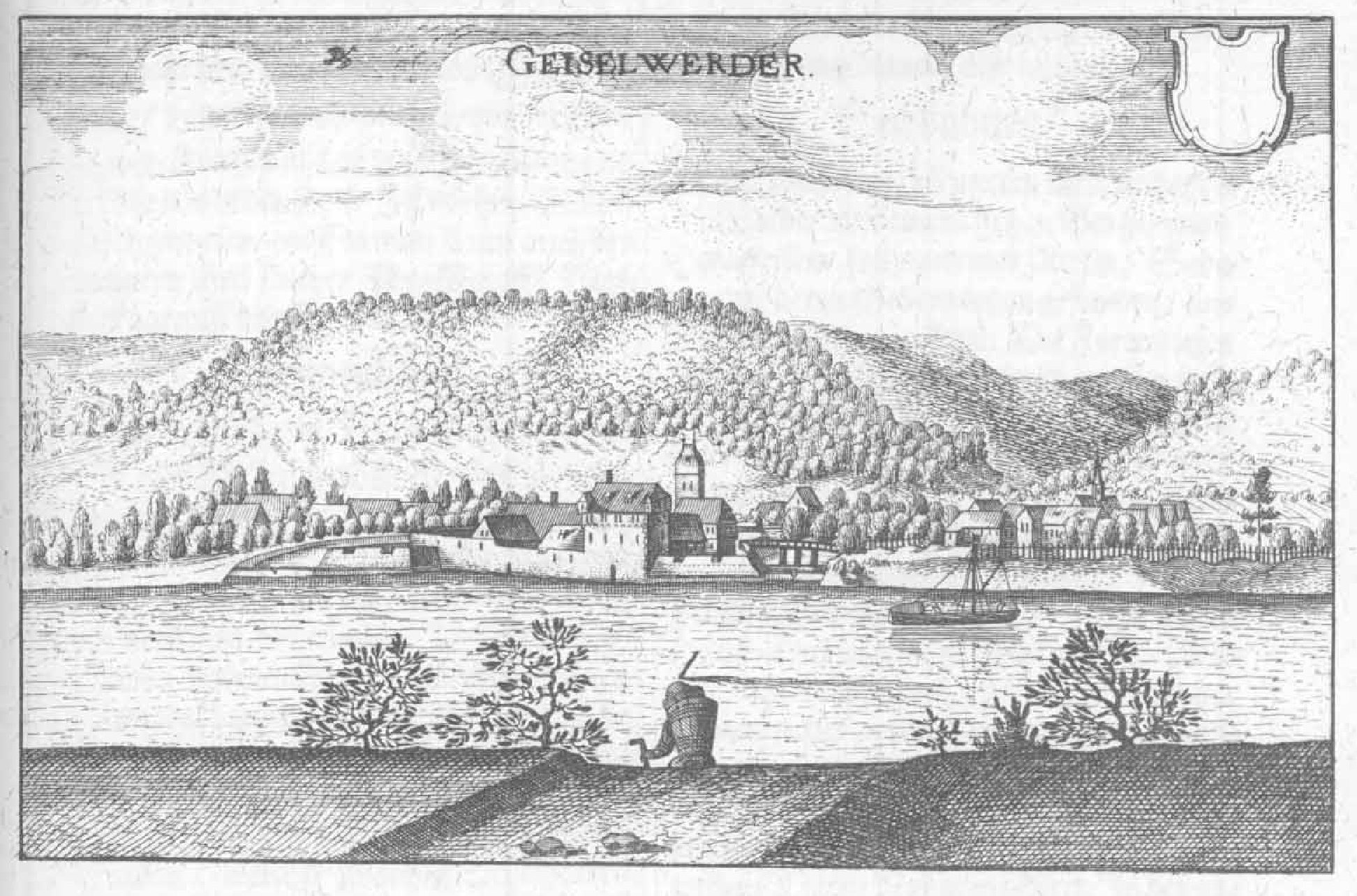
Burg und Burgort aus Topographia Hassiae (1655), vermutlich nach dem Stich von Wilhelm Dilich von 1605

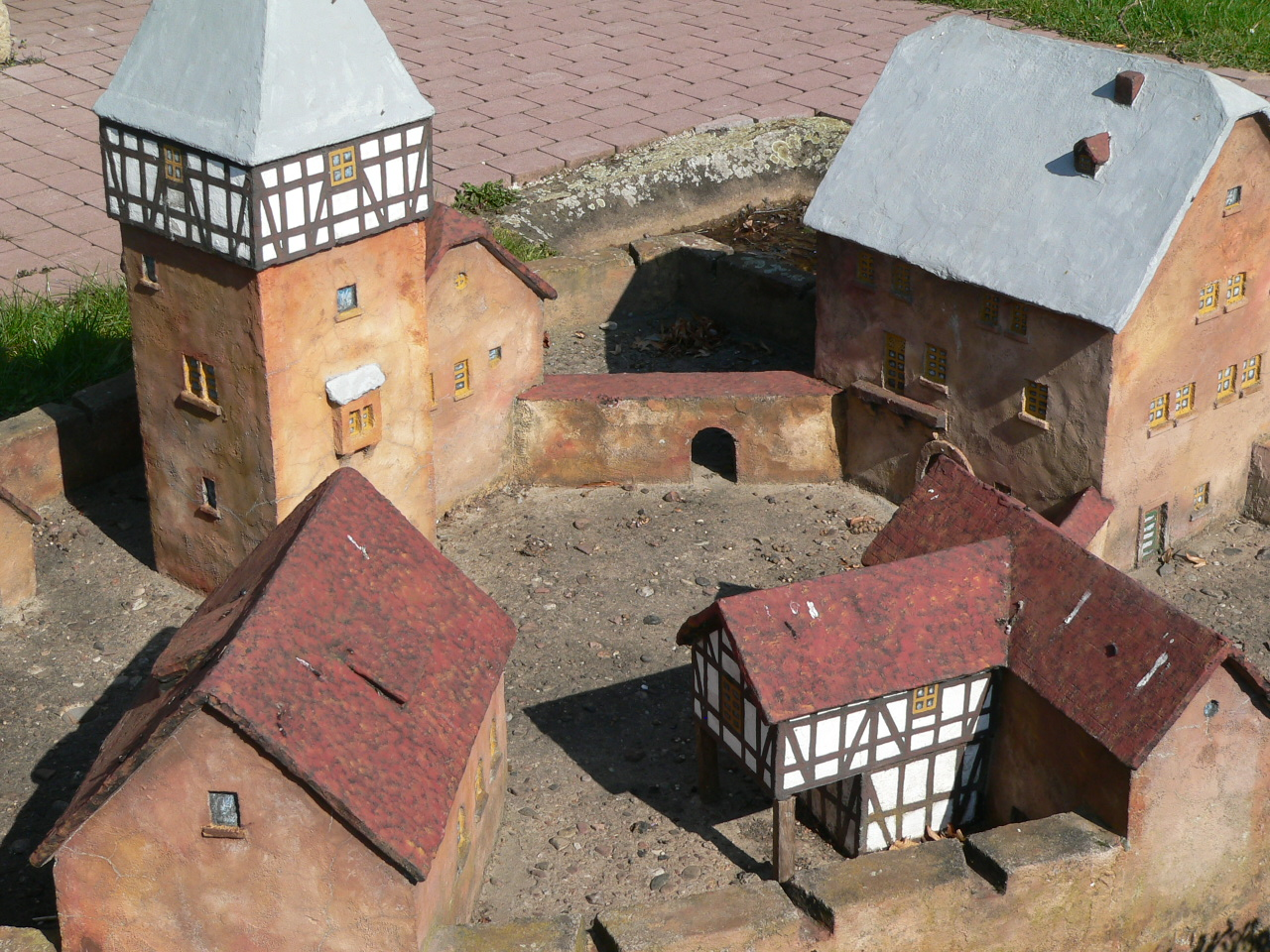
Modell der ehemaligen Burganlage

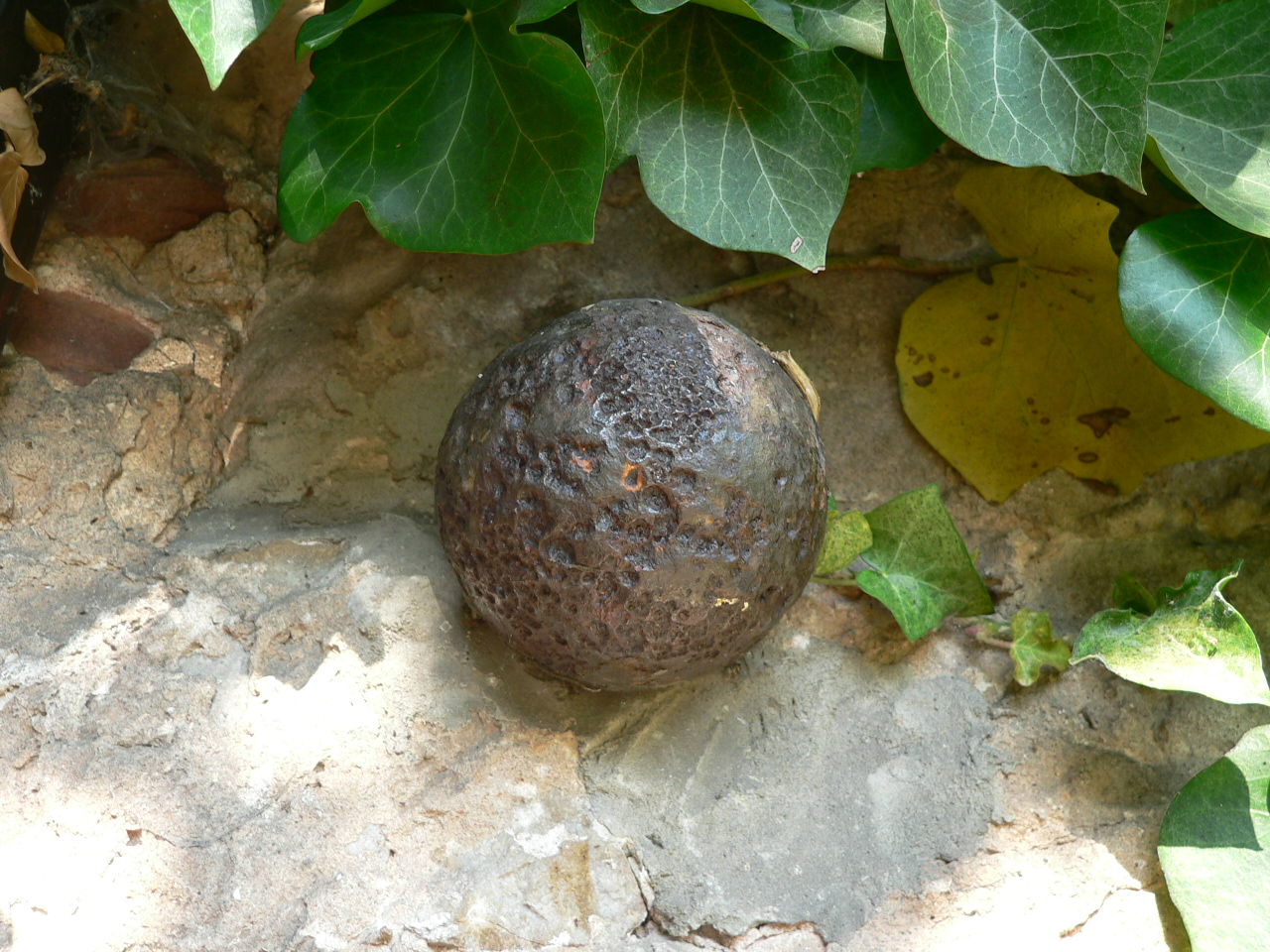
An der Weserbrücke gefundene Kanonenkugel

Schon im 11. Jahrhundert befand sich auf der ehemaligen Weserinsel „Gieselwerder“ eine kleine Wasserburg mit Herrenhaus, Bergfried und wenigen Nebengebäuden.
Ab etwa 1231 gehörte die Burg dem Mainzer Bischof Siegfried III. Dieser setzte die Grafen von Dassel als Burgmannen ein. Auch von den Burgen Schöneberg und Ziegenberg gewann er Burgmannen. Mainz verlor die Burg unter Bischof Gerhard I. 1257 in einer Fehde an den Welfen Albrecht den Großen. Auch danach war der Besitz der Burg mehrmals umstritten.
Die Burg diente bis 1538 den Herren von Werder als Amtssitz. Als dieser dann auf die Sababurg verlegt wurde, blieben Gericht und die Zolleinnahmestelle für Wasser- und Landzoll bestehen. Der nunmehr unbewohnte Gieselwerder verfiel. Zu Beginn des 18. Jahrhunderts wurde auf diesem Platz ein Fachwerkhaus errichtet, in dem sich seit 1851 die Renterei befand. Ein Blitzschlag traf am Himmelfahrtstag des Jahres 1913 das Gebäude und es brannte nieder. Bereits ein Jahr später wurde das heute vorhandene Fachwerkhaus erbaut. Von 1954 bis 1965 beherbergte es das Forstamt. Die Gemeinde Gieselwerder erwarb das Gebäude im Jahre 1967 und nutzt es seither als Rathaus der Gesamtgemeinde.
1899 begann man mit dem Bau einer ersten Weserbrücke. Bei den Arbeiten daran fand man auf dem Wesergrund Reste von Eichenplanken, in denen mehrere eiserne Kanonenkugeln aus der Zeit des Dreißigjährigen Krieges steckten. Eine der Kugeln ist im Innenhof der ehemaligen Burg zu sehen.
Von der Wasserburg sind noch Teile der Umfassungsmauer und das Fundament des Bergfrieds erhalten.